# Croix de Germéfontaine
La croix de Germéfontaine est une croix du XVIe siècle située sur la commune de Germéfontaine dans le département français du Doubs.

## Localisation
La croix est située au centre du village, à l'intersection de la route départementale 20, de la rue du Frêne et de la rue du Prince-Albert.

## Histoire
La croix date du XVIe siècle. Elle fut inscrite au titre des monuments historiques en 1990 avant d'être classée le 31 août 1992.

## Description
La croix surmonte une niche et se trouve près d'une fontaine-lavoir.